# Marathon van Zürich 2007

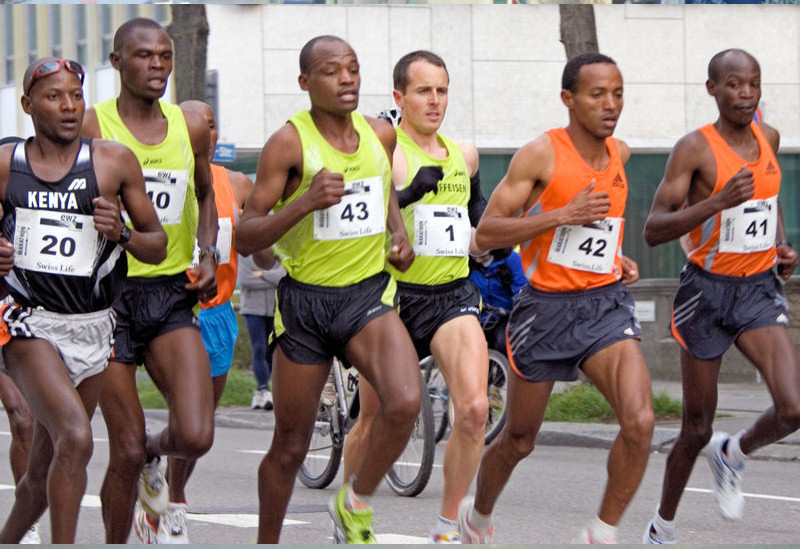
Kopgroep van de wedstrijd in 2007

De marathon van Zürich 2007 vond plaats op 1 april 2007 in Zürich. Bij de mannen won de Zwitser Viktor Röthlin in een nieuw parcoursrecord van 2:08.19 en bij de vrouwen won de Russische Nina Podnebesnova in een tijd van 2:36.59.
In totaal finishten 4642 atleten de wedstrijd waarvan 775 vrouwen.

## Uitslagen

### Mannen
| rang   | naam                | land | tijd    |
| ------ | ------------------- | ---- | ------- |
| Goud   | Viktor Röthlin      | SUI  | 2:08.19 |
| Zilver | Sammy Kurgat        | KEN  | 2:11.35 |
| Brons  | Paul Lomol          | KEN  | 2:13.16 |
| 4      | Lenar Khusnutdinov  | RUS  | 2:13.16 |
| 5      | Senbeta Teklemedhin | ETH  | 2:13.41 |
| 6      | Thumbi Maina        | KEN  | 2:14.51 |
| 7      | William Cheseret    | KEN  | 2:15.18 |
| 8      | Alexei Rybalchenko  | UKR  | 2:15.42 |
| 9      | Phillip Muia        | KEN  | 2:15.50 |
| 10     | Nick Biwott         | KEN  | 2:16.04 |
| 11     | Obed Gisemba        | KEN  | 2:17.10 |
| 12     | Francis Kakui       | KEN  | 2:21.22 |
| 13     | Vesa Erojärvi       | FIN  | 2:25.08 |
| 14     | Joshua Erebon       | KEN  | 2:25.12 |
| 15     | John Nderitu        | KEN  | 2:26.48 |

### Vrouwen
| rang   | naam                 | land | tijd    |
| ------ | -------------------- | ---- | ------- |
| Goud   | Nina Podnebesnova    | RUS  | 2:36.59 |
| Zilver | Jelena Tichonova     | RUS  | 2:38.12 |
| Brons  | Susan Jepkorir       | KEN  | 2:42.06 |
| 4      | Maja Neuenschwander  | SUI  | 2:44.48 |
| 5      | Nadezhda Trilinskaya | RUS  | 2:44.54 |
| 6      | Luzia Schmid         | GER  | 2:46.26 |
| 7      | Corinne Zeller       | SUI  | 2:46.46 |
| 8      | Elena Razdrogina     | RUS  | 2:48.12 |
| 9      | Ruth Briggs          | SUI  | 2:48.39 |
| 10     | Monika Dambauer      | SUI  | 2:48.48 |

2003 ·
2004 ·
2005 ·
2006 ·
2007 ·
2008 ·
2009 ·
2010 ·
2011 ·
2012 ·
2013 ·
2014 ·
2015 ·
2016 ·
2017